# Katie Roiphe

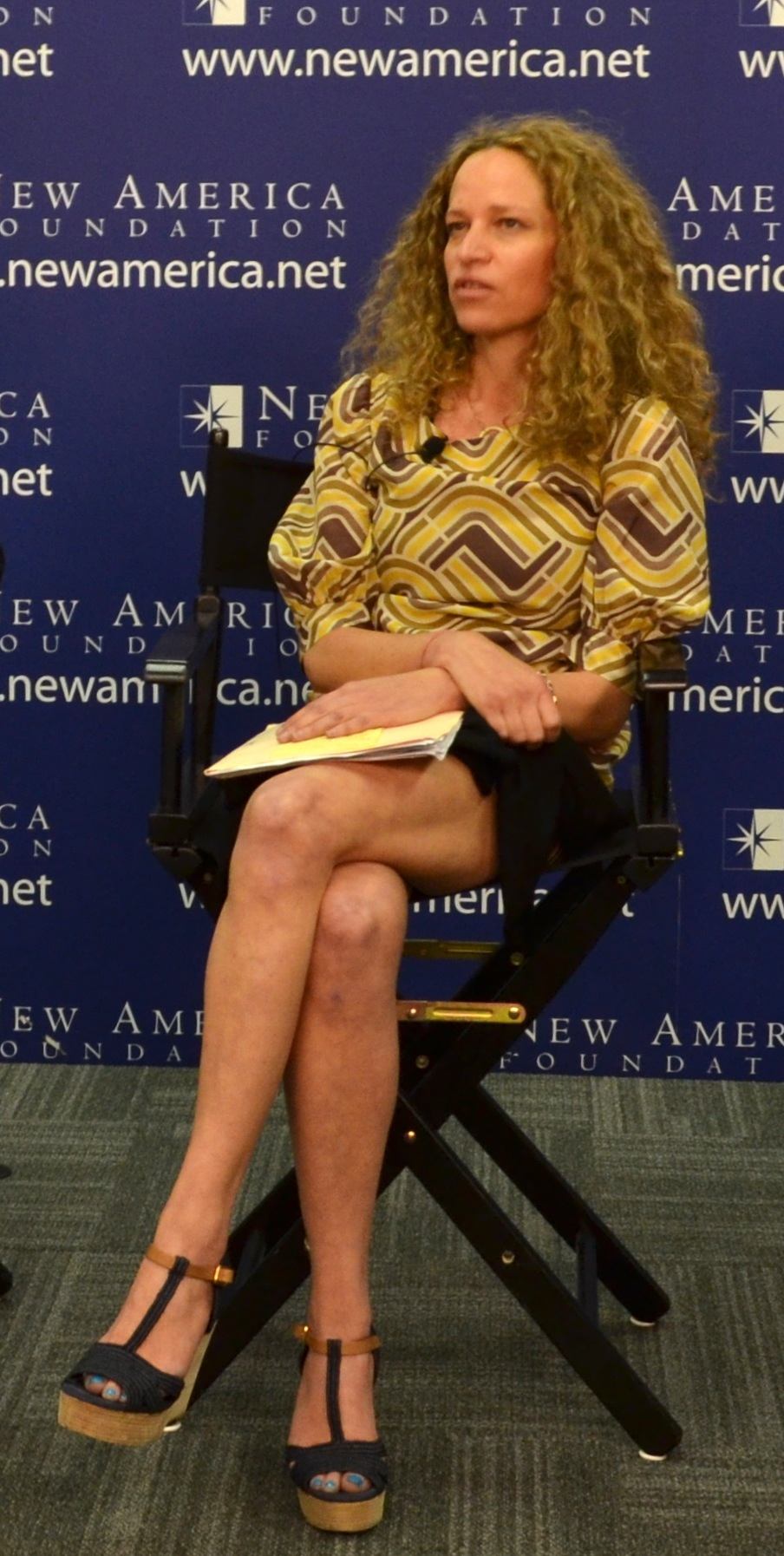
Katie Roiphe, 2013

Katie Roiphe (geboren 13. Juli 1968 in New York City) ist eine US-amerikanische Autorin.

## Leben
Roiphe wuchs als eine Tochter der feministischen Autorin Anne Roiphe (* 1935) und des Psychoanalytikers Herman Roiphe (1924–2005) in New York auf und besuchte dort die Brearley School, eine Mädchenschule der gesellschaftlichen Elite. Sie schloss ihr Studium 1990 mit einem B.A. an der  Harvard University ab und wurde 1996 an der Princeton University in Literatur promoviert. Roiphe hat eine Stelle als Assistant Professor im Department of Journalism an der New York University. Roiphe war zwischen 2001 und 2005 verheiratet, aus der Ehe stammt die Tochter Violet. Sie hat außerdem einen Sohn Leo und ist alleinerziehend.
Ihr erstes Buch The Morning After erregte 1993 großes Aufsehen und erhielt in den führenden amerikanischen Ostküsten-Zeitungen eine gemischte Aufnahme und zum Teil eine heftige Kritik. Roiphe behauptet darin, dass die Frauenrechtsbewegung in der Gesellschaft angekommen sei und dadurch ihre Dynamik verloren habe. Das Streben nach Eigenverantwortung sei dem Bedürfnis nach gesellschaftlichen Regulierungen gewichen, die zunehmende Protektion würde aber wieder zur Entmündigung führen. Ausgangspunkt waren Diskussionen und feministische Aktionen zum Date Rape. Camille Paglia pries sie 1993 als intellektuelle Vorkämpferin einer neuen Generation von Feministinnen an. Die Britin Ruth Picardie äußerte sich reserviert. Katha Pollitt schrieb im The New Yorker einen Verriss und Gloria Steinem kritisierte sie anfangs scharf. Ihre Lesungen fanden zum Teil unter Polizeischutz statt.
Roiphe wurde zu einer gefragten Kommentatorin und schrieb Essays und Rezensionen für  Vogue, Harper’s, Slate, The Washington Post und für The New York Times.
2001 schrieb sie den Roman Still She Haunts Me über die Beziehung von Charles Dodgson, alias Lewis Carroll, und Alice Liddell, die Alice aus Dodgsons Alice im Wunderland. Ihr 2007 erschienenes Buch Uncommon Arrangements widmet sich dem Umfeld der Londoner Bloomsbury Group der Virginia Woolf  und den Paarbeziehungen von H.G. Wells, Rebecca West, Katherine Mansfield, Vera Brittain, Vanessa Bell, Clive Bell, Elizabeth von Arnim, John Francis Russell, Ottoline Morrell und Radclyffe Hall und weiteren Lebensgefährten dieser Personen. Das Buch war auch eine Reaktion auf die eigene gescheiterte Ehe.

## Schriften

### Monografien
- The oblique approach. Sexuality in conflict in Elizabeth Bishop's poetic voice. Thesis (A.B., Honors). Harvard University, 1990
- The Morning After. Fear, Sex and Feminism. Boston : Little, Brown and Co., 1993
- Last Night in Paradise. Sex and Morals at the Century's End. Boston : Little, Brown, 1997
- Still She Haunts Me. A novel. New York: Dial Press, 2001
  - Rätselhafte Alice. Die Geschichte von Lewis Carroll und der kleinen Alice. Aus dem Amerikanischen von Friedhelm Rathjen. Hamburg: Europa-Verl., 2002
- Uncommon Arrangements. Seven Portraits of Married Life in London Literary Circles 1910-1939. New York: Dial Press, 2007
- In Praise of Messy Lives. Essays. New York: Dial Press, 2012

### Rezensionen
- Buchrezension,  A. M. Homes: The Mistress's Daughter. In: The New York Times Book Review, 3. April 2007
- Buchrezension zu Janet Malcolm: Two Lives: Gertrude and Alice. In: The New York Times Book Review, 23. September 2007
- Buchrezension zu David Rieff: Swimming in a Sea of Death: A Son's Memoir (über Susan Sontag). In: The New York Times Book Review, 3. Februar 2008